# Зонална изложба „Струма“
Зонална изложба „Струма“ е изложба с широк обхват, която се провежда на всеки 2 години от 1977 до 1986 година. Учредена е в 1977 година с договор за сътрудничество между окръзите София, Кюстендил и Благоевград. В допълнение се организира и зонална младежка изложба „Струма“.
Зонална изложба „Струма“ присъжда първа, втора и трета награда, както и награди в четири тематични раздела за цялостно представяне. За пръв път изложбата е открита в Кюстендил на 11 октомври 1977 година и на нея са представени 70 автори със 103 творби. В същата година Голямата награда на изложбата е присъдена на Елица Тодорова за живопис. На първото издание на зоналната изложба са отличени още Любен Гайдаров с първа награда за живопис, Стойне Шаламанов с първа награда за графика, Емил Попов и Богомил Живков с първи награди за скулптура и Христо Бараковски с първа награда за декоративно-приложно изкуство.
В младежките изложби участниците са до 35 години, а самите изложби се провеждат в 1979 и 1985 година.